# Зайковський Олександр Федорович
Олександр Федорович Зайковський (25 січня 1858 — після 1917) — російський військовик. Полковник Російської імператорської армії.

## Життєпис
Після закінчення Орловського Бахтіна кадетського корпусу в 1876 році вступив на військову службу до Російської імператорської армії. У 1878 році закінчив курс 2-го Костянтинівського військового училища у чині прапорщика поступив до 18-ї артилерійської бригади.
Підпоручик (1879). Поручик (1881). Штабс-капітан (1889). Капітан (1894).
Після закінчення офіцерської артилерійської школи, призначений командиром батареї. Отримав чин підполковника в 1900 році. Полковник (з 1909; за відміну).
Командував 2-м дивізіоном 1-ї резервної артилерійської бригади (1909—1910), з 1910 року — командир 15-го мортирного артилерійського дивізіону. Учасник Першої світової війни.
В серпні 1914 року у складі Російської армії брав участь у Східно-Прусської операції проти Німеччини. Після поразки 2-ї армії генерала Олександра Самсонова потрапив у полон і був виключений зі списків, як убитий в бою з ворогом.
Ймовірно, у 1917 році повернувся до Росії. 26.08.1917 року поступив на лікування у санаторій Червоного Хреста в Гурзуфі.
Подальша доля невідома.
За віросповіданням православний.

## Нагороди
- Орден Святого Станіслава 2-го ступеня (1896);
- Орден Святої Анни 2-го ступеня (1905);
- Орден Святого Володимира 4-го ступеня (1908);
- Орден Святого Володимира 3-го ступеня (1913)